# RHYTHM AND POLICE ORIGINAL SOUND TRACK III THE MOVIE F.F.S.S.
『RHYTHM AND POLICE ORIGINAL SOUND TRACK III THE MOVIE F.F.S.S.』（リズム アンド ポリス オリジナル サウンド トラック スリー ザ ムービー エフエフエスエス）は、『踊る大捜査線』の劇場版第1弾『踊る大捜査線 THE MOVIE』のオリジナル・サウンドトラックである。

## 収録曲
1. R.A.P. Jams
  - 作曲:松本晃彦、編曲:松本晃彦
2. The Sabbath
  - 作曲:松本晃彦、編曲:松本晃彦
3. Ding Dong(Latin Mix)
  - 作曲:松本晃彦、編曲:松本晃彦
4. G-Groove(Rockin'Beats Mix)
  - 作曲:松本晃彦、編曲:松本晃彦
5. Abduction
  - 作曲:松本晃彦、編曲:松本晃彦
6. SHINJYO
  - 作曲:松本晃彦、編曲:松本晃彦
7. March of C.X.
  - 作曲:松本晃彦、編曲:松本晃彦
8. Rhythm And Police(Drum'n Bass Ver.)
  - 作曲:松本晃彦、編曲:松本晃彦
9. Insect Man
  - 作曲:松本晃彦、編曲:松本晃彦
10. Odeix(The Theme of Teddy)
  - 作曲:松本晃彦、編曲:松本晃彦
11. The Mission of CONGA
  - 作曲:松本晃彦、編曲:松本晃彦
12. Requiem
  - 作曲:松本晃彦、編曲:松本晃彦
13. Rhythm And Police1998(New Mix)
  - 作曲:松本晃彦、編曲:松本晃彦